# مارلبرو (میسوری)
مارلبرو (به انگلیسی: Marlborough) یک روستا (ایالات متحده آمریکا) در ایالات متحده آمریکا است که در شهرستان سنت لوئیس، میزوری واقع شده‌است.
 مارلبرو ۰٫۵۹ کیلومتر مربع مساحت و ۲٬۱۷۹ نفر جمعیت دارد و ۱۶۴ متر بالاتر از سطح دریا واقع شده‌است.